# Pinilla de Jadraque
Pinilla de Jadraque è un comune spagnolo situato nella comunità autonoma di Castiglia-La Mancia.